# William Demarest
Carl William Demarest (ur. 27 lutego 1892 w Saint Paul, zm. 28 grudnia 1983 w Palm Springs) – amerykański aktor.
8 sierpnia 1979 otrzymał własną gwiazdę w Alei Gwiazd w Los Angeles znajdującą się przy 6667 Hollywood Boulevard.
Był nominowany do Oscara dla najlepszego aktora drugoplanowego za rolę Steve’a Martina w biograficznym dramacie muzycznym Alfreda E. Greena The Jolson Story (1946). Wystąpił w roli Charlesa Lesliego „wujka Charleya” O’Caseya, młodszego brata „Buba” (William Frawley) w sitcomie ABC / CBS Moi trzej synowie (My Three Sons, 1965–1972), za którą w 1968 zdobył nominację do nagrody Emmy.
W 1920 po raz pierwszy wystąpił na Broadwayu w rewii Jedwabie i satyny.

## Filmografia

### Filmy
- 1927: Śpiewak jazzbandu jako Buster Billings (niewymieniony w czołówce)
- 1936: Wielki Ziegfeld jako Gene Buck (niewymieniony w czołówce)
- 1939: Pan Smith jedzie do Waszyngtonu jako Bill Griffith
- 1940: Wielki McGinty jako Skeeters
- 1941: Lady Eve jako Muggsy (Ambrose Murgatroyd)
- 1941: Poprzez noc jako Sunshine
- 1941: Podróże Sullivana jako pan Jonas
- 1942: Pardon My Sarong jako detektyw Kendall
- 1942: Opowieść o Palm Beach jako pierwszy członek klubu Ale and Quail
- 1943: Stage Door Canteen jako on sam
- 1945: Duffy’s Tavern jako on sam
- 1947: Variety Girl jako Barker
- 1950: Riding High jako Happy
- 1953: Ucieczka z Fortu Bravo jako Campbell
- 1955: Prywatna wojna majora Bensona jako John
- 1960: Pepe jako odźwierny w studiu
- 1963: Ten szalony, szalony świat jako Aloysius, komendnat policji w Santa Rosita
- 1964: Miłość w Las Vegas jako pan Martin

### Seriale
- 1958: Alfred Hitchcock przedstawia jako Tom Akins
- 1963: Bonanzza − odc. „Darmozjad” jako Enos Milford
- 1964: Strefa mroku − odc. „What’s in the Box?” jako Joe Britt
- 1964: Prawo Burke’a jako Charlie Who
- 1964: Doktor Kildare jako Pan Aimes
- 1964: Bonanzza − odc. „Old Sheba” jako Angus Tweedy